# Pseudoliparis amblystomopsis
Pseudoliparis amblystomopsis is een straalvinnige vissensoort uit de familie van slakdolven (Liparidae). De wetenschappelijke naam van de soort is voor het eerst geldig gepubliceerd in 1955 door Andriashev.